# Henry William Ravenel
Henry William Ravenel ( * Condado de Berkeley, Carolina del Sur, 19 de mayo de 1814 - Aiken, Carolina del Sur, 17 de julio de 1887) fue un botánico, micólogo, y briólogo estadounidense, que profundizó el estudio de criptógamas de Carolina del Sur, descubriendo un gran número de nuevas especies. Fue uno de los primeros naturalistas estadounidenses durante el periodo de su guerra civil.

## Primeros años y educación
William Henry Ravenel nació en la granja familiar Pooshee, estando su familia allí desde antes de 1716. Estudió en las inmediaciones, en la "Academia de Pineville", graduándose en 1832 en el "Colegio South Carolina", hoy Universidad de Carolina del Sur, donde fue miembro de la "Sociedad literaria Clariosófica". La granja Pooshe ahora se encuentra bajo las aguas del lago Moultrie, que fue creado en 1939. El lugar más cercano existente es Bonneau, Carolina del Sur.
Con el reverendo Moses A. Curtis (1808-1872), fueron probablemente los únicos estadounidenses que acumularon un conocimiento de las plantas y los hongos de los Estados Unidos en momentos de guerra interna.

## Honores

### Epónimos
Familia
- Raveneliaceae, Uredinales, Incertae sedis, Urediniomycetes, Basidiomycota, Fungi

Géneros
- Ravenelia Berk.[2]

Especies
- (Apiaceae) Eryngium ravenelii A.Gray[3]
- (Asteraceae) Boltonia ravenelii Fernald & Griscom[4]
- (Cyperaceae) Trichophyllum ravenelii (Britton) House[5]
- (Eriocaulaceae) Eriocaulon ravenelii Chapm.[6]
- (Poaceae) Dichanthelium ravenelii (Scribn. & Merr.) Gould[7]
- (Rosaceae) Crataegus ravenelii Sarg.[8]

- La abreviatura «Ravenel» se emplea para indicar a Henry William Ravenel como autoridad en la descripción y clasificación científica de los vegetales.[9]